# Саньшань
Саньша́нь (кит. упр. 三山, пиньинь Sānshān) — бывший район городского подчинения городского округа Уху провинции Аньхой (КНР).

## История
Изначально эти земли входили в состав уезда Фаньчан. В апреле 1984 года здесь была образована волость Саньшань (三山乡). В июле 1985 года волость Саньшань была преобразована в посёлок.
В 2005 году был образован район городского подчинения Саньшань.
В 2020 году район Саньшань был присоединён к району Ицзян.

## Административное деление
Район делится на 4 уличных комитета и 1 посёлок.